# Waleri Olegowitsch Kaikow
Waleri Olegowitsch Kaikow (russisch Валерий Олегович Кайков; * 7. Mai 1988 in Toljatti, Oblast Kuibyschew, Russische SFSR, Sowjetunion) ist ein ehemaliger russischer Bahn- und Straßenradrennfahrer.

## Sportliche Laufbahn
2008 gewann Waleri Kaikow eine Etappe der Vuelta Ciclista a León. Mit dem russischen Bahn-Vierer aus Artur Jerschow, Leonid Krasnow und Wladimir Schtschekunow gewann er beim Lauf des Bahn-Weltcups in Cali die Mannschaftsverfolgung. In der Einerverfolgung entschied er die Gesamtwertung dieser Weltcup-Saison für sich. 2009 wurde er mit Artur Jerschow, Jewgeni Kowaljow und Alexander Petrowski U23-Europameister in der Mannschaftsverfolgung. 2010 konnte er diesen Erfolg mit Jerschow, Sergei Schilow und Sergei Tschernezki wiederholen und wurde zudem U23-Europameister in der Einerverfolgung. 2012 wurde er mit Jerschow, Alexei Markow und Alexander Serow Europameister der Elite in der Mannschaftsverfolgung.
Auf der Straße wurde Kaikow russischer U23-Meister im Einzelzeitfahren. 2011 gewann er mit seinem Team das Mannschaftszeitfahren bei der Universiade in Shenzhen sowie eine Etappe der Bulgarien-Rundfahrt.

## Dopingvorfall
Kaikow wurde am 17. März 2013 bei einer außerhalb eines Wettkampfs vorgenommenen Dopingkontrolle positiv auf die verbotene Substanz GW501516 getestet und hierauf im April 2013 vom Weltradsportverband UCI suspendiert. GW501516 ist ein auf dem Schwarzmarkt erhältliches Präparat, vor dessen Nutzung die Weltantidopingagentur WADA wegen akuter Vergiftungsgefahr im März 2013 ausdrücklich warnte. Kaikow wurde für zwei Jahre gesperrt. Anschließend kehrte er nicht in den Radsport zurück.

## Erfolge

### Straße
2008
- eine Etappe Vuelta Ciclista a León

2010
- Russischer U23-Meister – Einzelzeitfahren

2011
- Universiadesieger – Mannschaftszeitfahren
- eine Etappe Tour of Bulgaria

### Bahn
2008
- Weltcup in Cali – Mannschaftsverfolgung (mit Artur Jerschow, Leonid Krasnow und Wladimir Schtschekunow)

2009
- Weltcup-Gesamtwertung – Einerverfolgung
- U23-Europameister – Mannschaftsverfolgung mit Artur Jerschow, Jewgeni Kowaljow und Alexander Petrowski

2010
- U23-Europameister – Einerverfolgung, Mannschaftsverfolgung mit Artur Jerschow, Sergei Schilow und Sergei Tschernezki

2012
- Europameister – Mannschaftsverfolgung mit Artur Jerschow, Alexei Markow und Alexander Serow